# Глейшер-Пик
Глэйшер-Пик (англ. Glacier Peak) — стратовулкан в штате Вашингтон, США. Индейское название горы звучит как Tda-ko-buh-ba или Takobia. Находится в национальном резервате дикой природы Глэйшер-Пик в 100 км к востоку от города Сиэтл.

## История
Глэйшер-пик, как и остальные вулканы в данном районе, до прихода европейцев были известны местным племенам индейцев и являлись предметом анимизма. Первые американские исследователи достигли данного района в середине XIX века, хотя аборигенное население сообщало о существовании данного вулкана и ранее. Данный вулкан был нанесён на топографические карты позже, чем остальные географические объекты штата Вашингтон. Впервые данный вулкан отметил в своем отчёте натуралист Джордж Гиббс в 1850 году, отмечая при этом, что вулкан ранее выпускал пары дыма. Впоследствии вновь в своих отчётах в 1870 году отметил ледник Дэниел Линсли (англ. Daniel Linsley), который составлял топокарты для более удобного проложения маршрута Тихоокеанской железнодорожной дороги. Долины, прилегающие к вулкану, были плодородны и индейцы использовали их для сельского хозяйства. В период золотой лихорадки Каскадных гор, начавшейся в штате Вашингтон в районе Шелана в 1853 году и плавно перешедший в 1880—1890-х годах в район Снохомиш у подножий Глейшер-Пик образовались небольшие шахты по добыче золота, до настоящего времени осталась в допустимом состоянии лишь одна Шахта Холден. Окончательно Глэйшер-Пик был нанесён на карты в 1898 году в результате научной экспедиции геологической службы США, проведённой в июне 1897 года 4 геологами во главе с Томасом Жардином. Они достигли вершины вулкана и отметили его на картах. Официальное название было закреплено 31 декабря 1981 года в результате очередной унификации географических наименований США, проводившийся в период с 1976 по 1981 года.

## Геология
Вулкан находится в зоне субдукции, в северной части плиты Хуан-де-Фука, которая опускается под Северо-Американскую плиту. Сложен андезитами и дацитами. Достигает высоты 3206 метров, диаметр достигает 7 км. Также вулкан имел отношение к образованию шлаковых конусов Индиан-Пасс, который находится южнее и достигает высоты 1800 м, Уайт-Чак, достигающего высоты 1830 м, и Дишпан-Гэп, находящийся на значительном расстоянии к югу. На южном склоне образовался купол Диссапоймент-Пик, высотой 2973 м. Ближайший значительный вулкан Бейкер находится в 90 км к северо-западу. На склонах вулкана на высотах 1000 метров расположены горячие источники. Название дано вследствие того, что с вершины горы спускаются ледники. Район Глейшер-Пика представляет собой ледники, которых насчитывается около 11. В разное время они то отступали, то, наоборот, увеличивались. Так, например, в период с 1906 по 1958 год ледники отступили более чем на 1,5 км. Затем снова стали увеличиваться, максимальное расстояние наступления ледников достигло около полукилометра. С 1978 года началось снова медленное отступление ледников. В середине 1990-х годов растаяло ледниковое озеро Милк-Глэйшер-Лэйк. Соответственно таяние ледников может быть предпосылками для создания лахаров.

## Вулканическая активность
Входит в вулканический пояс Каскадных гор и является высшей точкой одноимённого хребта протяжённостью 72 км, средние высоты которого составляют более 1000 метров. Глэйшер-Пик окружает лесистый рельеф, сменяющийся ледяной пустыней. По характеру строения и историческим эксплозивным извержениям, состоящих из пемзы и пепла, напоминает вулкан Сент-Хеленс. Эти 2 вулкана имели наибольшую разрушительную силу извержений в штате Вашингтон. Результатом извержений вулкана, происходившим в позднем плейстоцене — голоцене явилось возникновение вулканического купола на южном склоне вулкана. Застывшие потоки лав и тефры видны на восточном склоне вулкана. 13 000 лет назад объёмные пирокластические потоки и сели достигали на западе низменностей региона Пьюджет-Саунд. Высота вулканического пепла, который покрыл землю, достигала 30 см в районе местечка Шелан, следы былой активности находили в районе города Миссула штата Монтана. Также его дацитовые пирокласты обнаружены в штате Айдахо. На склонах вулкана неоднократно возникали вулканические купола и с каждым извержением разрушались. В голоценовый период возникали лахары. Так, например, лахар, возникший 13 100 лет назад проходил по руслу реки Стиллагуамиш более чем на 60 км. В результате изменилось нижнее течение реки Саук. Если раньше она впадала в Стиллагуамиш в районе городка Даррингтона, то впоследствии течение реки Саук было перенесено в реку Скагит. Подобные мощные лахары сходили с горы 5900 и 1800 лет назад по руслу реки Скагит, достигая Тихоокеанского побережья. Последний раз вулкан себя вёл активно несколько сотен лет назад, об этом свидетельствует местное аборигенное население. В настоящий период на склонах вулкана незначительно активны горячие источники, что свидетельствует о его слабой активности. В современный период вулкан извергался около десятка раз. Существует опасность схода лахаров. Геологическая служба США постоянно отслеживает сейсмическую активность в данном районе, также составлена карта возможных рисков в районах, которые может затронуть активность вулкана в будущем.

## Туризм и альпинизм
Данный район туристически неактивен, так как находится в стороне от дорог. Маршруты состоят из самодельных троп и восхождение на гору занимает значительное время. Классические маршруты восхождений составляют 2—3 дня. Наиболее благоприятное время восхождения — с мая по август. Гора круглый год покрыта снегом и имеет местами покатый склон, что представляет собой интерес для любителей спуска на лыжах с вершины Глейшер-Пик. Самый короткий маршрут начинается в районе реки Уайт-Чак и составляет протяжённость чуть более 8 км. Первый лыжный спуск с горы совершён в 1938 году Сигурдом Холлом и Двайтом Вотсоном.

## Галерея

Панорама Глейшер-Пика
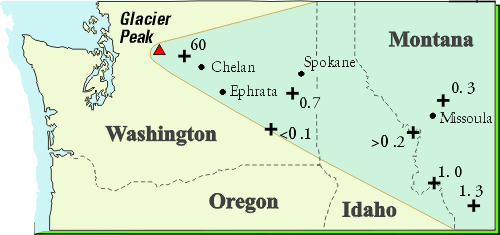
Район покрытия вулканическим пеплом 13 100 лет назад
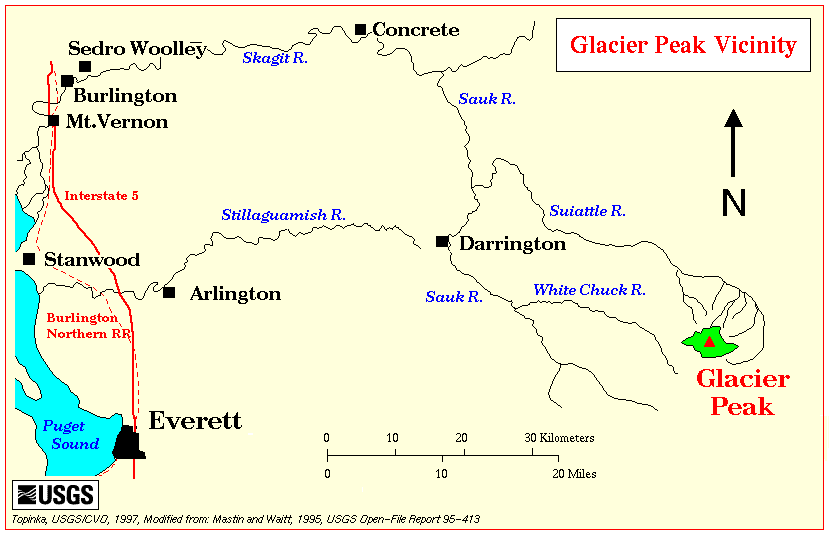
Гидрография района вулкана Глэйшер
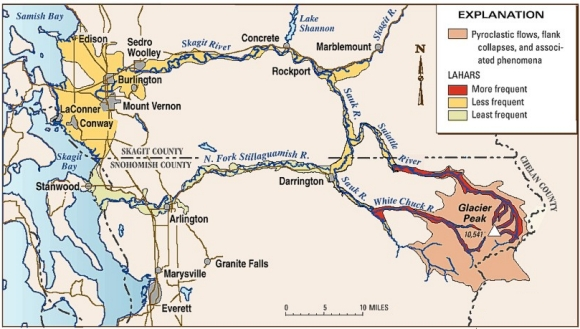
Зона возможных рисков. Обозначены оранжевым и зелёным цветом